# Otto Knows
Otto Knows, nom de scène de Otto Jettmann, est un DJ et compositeur suédois. Connu grâce à son titre Million Voices, il a, entre autres, travaillé avec d'autres artistes comme Avicii, Sebastian Ingrosso et Alesso. Otto Knows a égaleemnt remixé des mmorceaux pour le DJ allemand de trance ATB ainsi que pour l'auteure-compositrice-interprète anglaise Imogen Heap.

## Biographie
Otto Jettmann commence sa carrière dans le monde de la musique électronique avec le bootleg de Hide and Seek, une chanson de Imogen Heap. Otto Knows attire ainsi l'attention de Tim Berg (Avicii), qui sort le remix : Hide and Seek (Avicii Remix). Avicii (de son vrai nom Tim Bergling) et lui ont, d'ailleurs, la particularité d'avoir grandi dans le même quartier et d'avoir partagé la même classe au collège.
Son premier single, intitulé iTrack, est crédité : « Tim Berg vs. Oliver Ingrosso and Otto Knows », avec le single du duo suédois Dada Life : Kick Out the Epic Motherf**ker. En 2012, son 2e single intitulé Million Voices, rencontre un succès en Europe, la 3e place étant atteinte dans l'Ultratop 50, le hit-parade en Belgique. L'année suivante, il participe à Tomorrowland sur la scène principale.
En mars 2022, il sort l'album Pyramids avec le label Tomorrowland.

## Discographie

### Singles
| 2010                                                                 | iTrack (Avicii vs. Sebastian Ingrosso et Otto Knows) | —  | — | — | 53 | —  | —  | —  | Single inédit |
| 2012                                                                 | Million Voices                                       | 59 | 3 | 5 | 6  | 14 | 52 | 15 | Single inédit |
| « — » signifie que le single n'est pas classé ou sorti dans le pays. |                                                      |    |   |   |    |    |    |    |               |

### Remixes
| 2011                                                                 | Twisted Love (Otto Knows Remix) (ATB feat. Cristina Soto)                   | —  | —  | —  | Distant Earth Remixed |
| 2012                                                                 | Lies (Otto Knows Remix) (Burns)                                             | 36 | 36 | 32 | Lies (Remixes) - EP   |
| 2013                                                                 | Starlight (Could You Be Mine) (Otto Knows Remix) (Don Diablo and Matt Nash) | —  | —  | —  | Single                |
| « — » signifie que le single n'est pas classé ou sorti dans le pays. |                                                                             |    |    |    |                       |